# Playa Macao

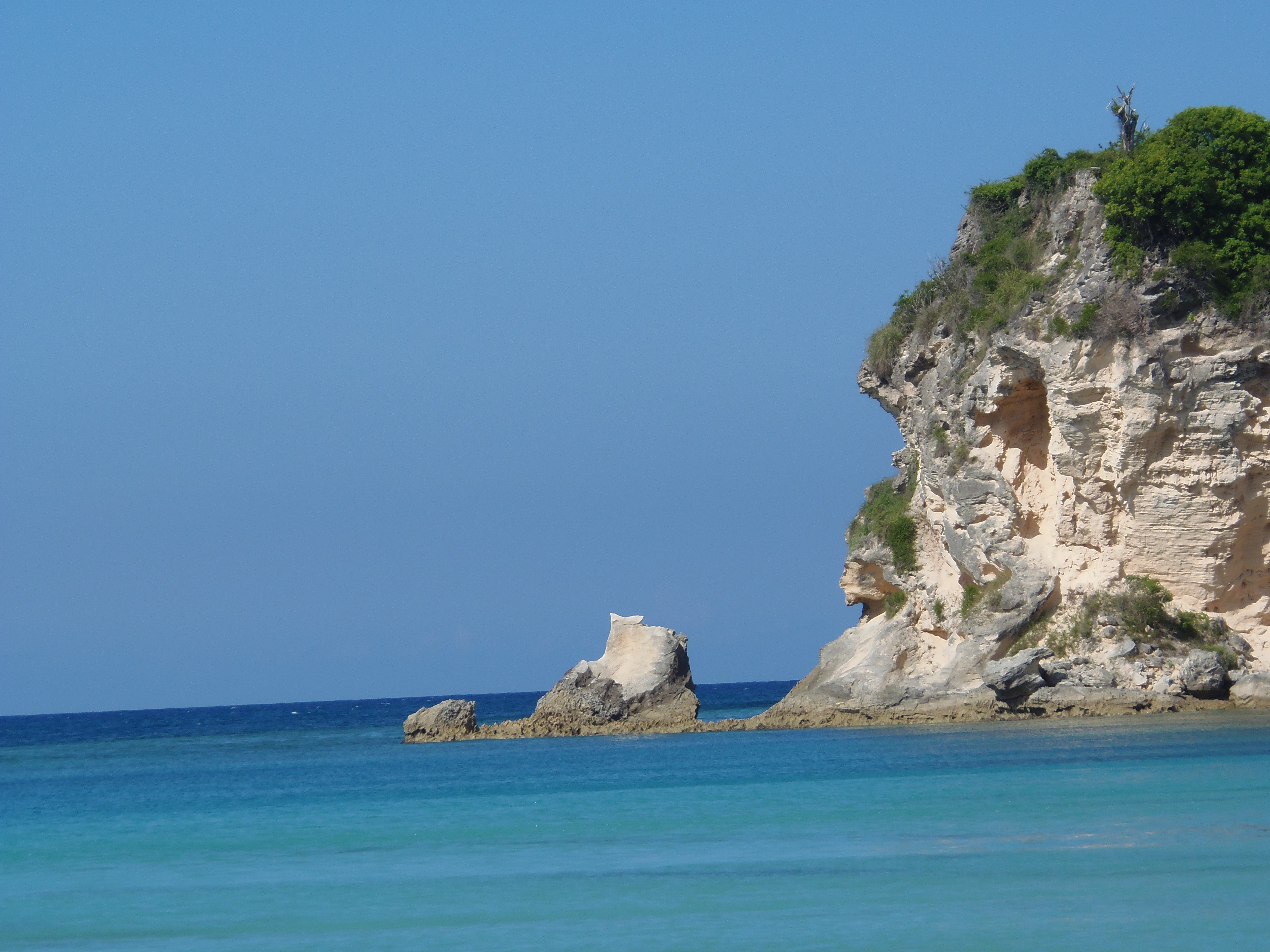
Vista de la arena de Playa Macao

Playa Macao es una playa localizada en la parte norte de Bávaro en la región este de la República Dominicana.   
Playa Macao contiene arena blanca con palmeras en sus alrededores  Es muy popular entre los lugareños y también es un punto turístico para surfistas y aquellos que realizan tours en buggies y four wheels.  
Playa Macao actualmente tiene Certificado de Excelencia y un alto porcentaje de reviews positivas en  TripAdvisor , uno de los portales de viajeros más importantes del mundo.
También cabe destacar que la ficha de Google de playa Macao es una de las fichas con más reviews en República Dominicana playa Macao. Está el hotel Macao Dreams  así como también un cementerio indígena abandonado, en esta playa Macao está la desembocadura del río anamuya. La cual la divide de uvero alto, sus habitantes son muy hospitalarios y se dedican al turismo, ganadería, conuquismo, y transportista de pasajeros  llegar  a macao beach es muy fácil. Solo debes tomar el corredor. Que sale del aeropuerto punta cana. Y en 30 minutos estarás en Macao beach. Existe una iglesia evangélica llamada iglesia de Dios de la Profecía, pastoreada por una señora llamada Chia. Esta pequeña aldea cuenta con una escuela pública y un estadio de baseball. Así como también algunas tiendas de artesanías y pequeños colmados. Cuenta con energía eléctrica, carece de acueducto y alcantarillado. Macao beach ha sido visitada por tres presidentes de la República. Balaguer dos visitas, Leonel Fernández una visita y Danilo Medina. Una visita. De las  1968 Balaguer inaugura escuela en desarrollo Macao y en 1988 Balaguer hace asentamiento agrario en Macao. Leonel Fernández da primer Picazo para comenzar construcción de hotel Rocco ki Danilo Medina inaugura escuela básica Macao.